# Eryngium ombrophilum
Eryngium ombrophilum  là một loài thực vật có hoa trong họ Hoa tán. Loài này được Dusén & H.Wolff mô tả khoa học đầu tiên năm 1911.